# Ger Dekkers
Gerrit Hendrik (Ger) Dekkers (Borne, 21 augustus 1929 – Zwolle, 20 januari 2020) was een Nederlandse fotograaf. Hij woonde en werkte in Giethoorn.

## Leven
Ger Dekkers studeerde van 1950 tot 1954 aan de AKI Kunstacademie in Enschede. Hij is voornamelijk bekend vanwege zijn samengestelde fotografische sequenties van Nederlandse landschappen.
Dekkers was getrouwd; zijn vrouw overleed in 2013.

## Tentoonstellingen (Selectie)
- 1969: Met Ateliers 6, Stedelijk Museum Amsterdam, Amsterdam, Nederland
- 1972: Kröller-Müller Museum, Otterlo, Nederland
- 1974: Stedelijk Museum Amsterdam, Nederland
- 1977: Documenta 6, Kassel, Duitsland
- 1981: Städtische Galerie Nordhorn, Nordhorn, Duitsland
- 1991: Centre National de la Photographie, Parijs, Frankrijk
- 1995: Museum Boijmans Van Beuningen, Rotterdam, Nederland
- 1999: Museum Ludwig, Keulen, Duitsland
- 2000: Gasunie, Groningen, Nederland
- 2010: Weltsichten. Landschaft in der Kunst seit dem 17. Jahrhundert, Situation Kunst, Bochum, Duitsland
- 2010: Weltsichten: Teil II (Fotografie, Objekt, Medien), Situation Kunst, Bochum, Duitsland